# Юніорська збірна Сербії та Чорногорії з хокею із шайбою
Юніорська збірна Сербії та Чорногорії з хокею із шайбою  — національна юніорська збірна, яка представляла Союзну Республіку Югославія (1994—2002 року) та Сербію та Чорногорію (2002—2006 роки) на міжнародних змаганнях. Ця збірна була правонаступником збірної Югославії та попередником збірної Сербії. Збірна брала участь у чемпіонаті світу з хокею із шайбою серед юніорських команд.

## Результати

### Чемпіонати світу з хокею із шайбою серед юніорських команд
- 1999  — 8 місце (Дивізіон І, Європа)
- 2000  — 3 місце (Дивізіон ІІ, Європа)
- 2001  — 7 місце (Дивізіон ІІІ)
- 2002  — 2 місце (Дивізіон ІІІ)
- 2003  — 4 місце (Дивізіон ІІ, Група В)
- 2004  — 5 місце (Дивізіон ІІ, Група В)
- 2005  — 5 місце (Дивізіон ІІ, Група А)
- 2006  — 5 місце (Дивізіон ІІ, Група А)